# Liste de jockeys et drivers en sport hippique

## Les jockeys de plat

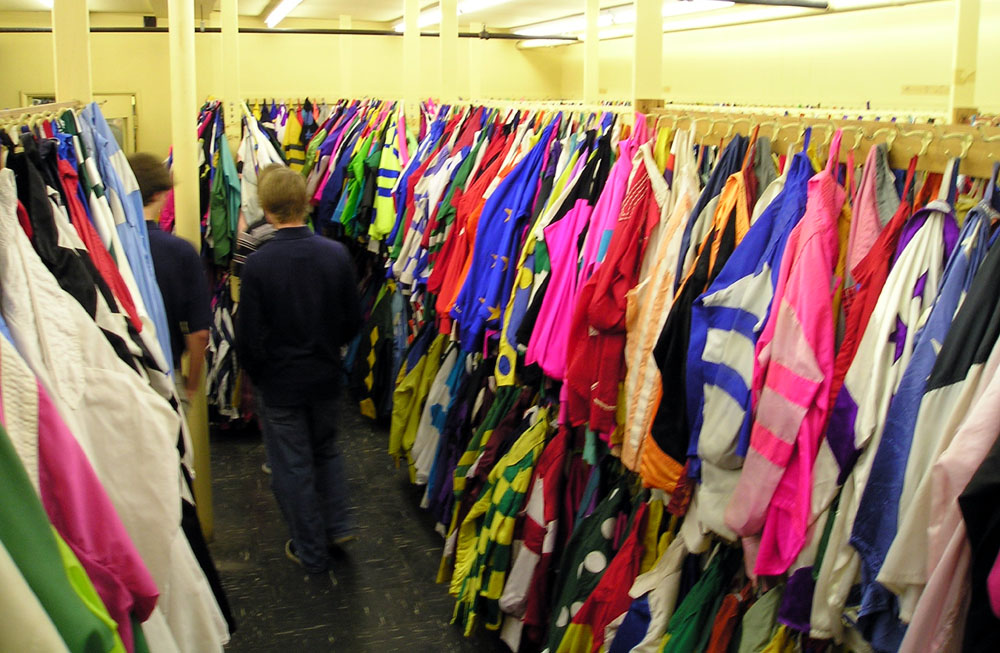
Vestiaire des jockeys à Santa Anita Park

- John Letts

 Royaume-Uni
- William Buick
- Willie Carson
- Hollie Doyle
- James Doyle
- Charlie Elliott
- Ryan Moore
- Lester Piggott
- Gordon Richards
- Walter Swinburn

 Belgique
- Christophe Soumillon

 États-Unis
- Eddie Arcaro
- Cash Asmussen
- Steve Cauthen
- Bill Hartack
- Johnny Longden
- Earl Sande
- Mike E. Smith
- Bill Shoemaker
- Ron Turcotte
- James Winkfield

 France
- Mickaël Barzalona
- Dominique Bœuf
- Pierre-Charles Boudot
- Vincent Cheminaud
- Jean Cruguet
- Jacques Doyasbère
- Florent Géroux
- Thierry Gillet
- Maxime Guyon
- Freddy Head
- Thierry Jarnet
- Christophe Lemaire
- Julien Leparoux
- Ioritz Mendizabal
- Gérald Mossé
- Stéphane Pasquier
- Olivier Peslier
- Flavien Prat
- Yves Saint-Martin
- Éric Saint-Martin
- Charles Semblat

 Irlande
- Rachael Blackmore
- Pat Eddery
- Kieren Fallon
- Michael Kinane
- Oisin Murphy
- Johnny Murtagh
- Joseph O'Brien
- Jamie Spencer

 Italie
- Lanfranco Dettori
- Cristian Demuro

 Japon
- Yoshitomi Shibata
- Yutaka Take

 Uruguay
- Irineo Leguisamo

## Les jockeys et drivers de trot

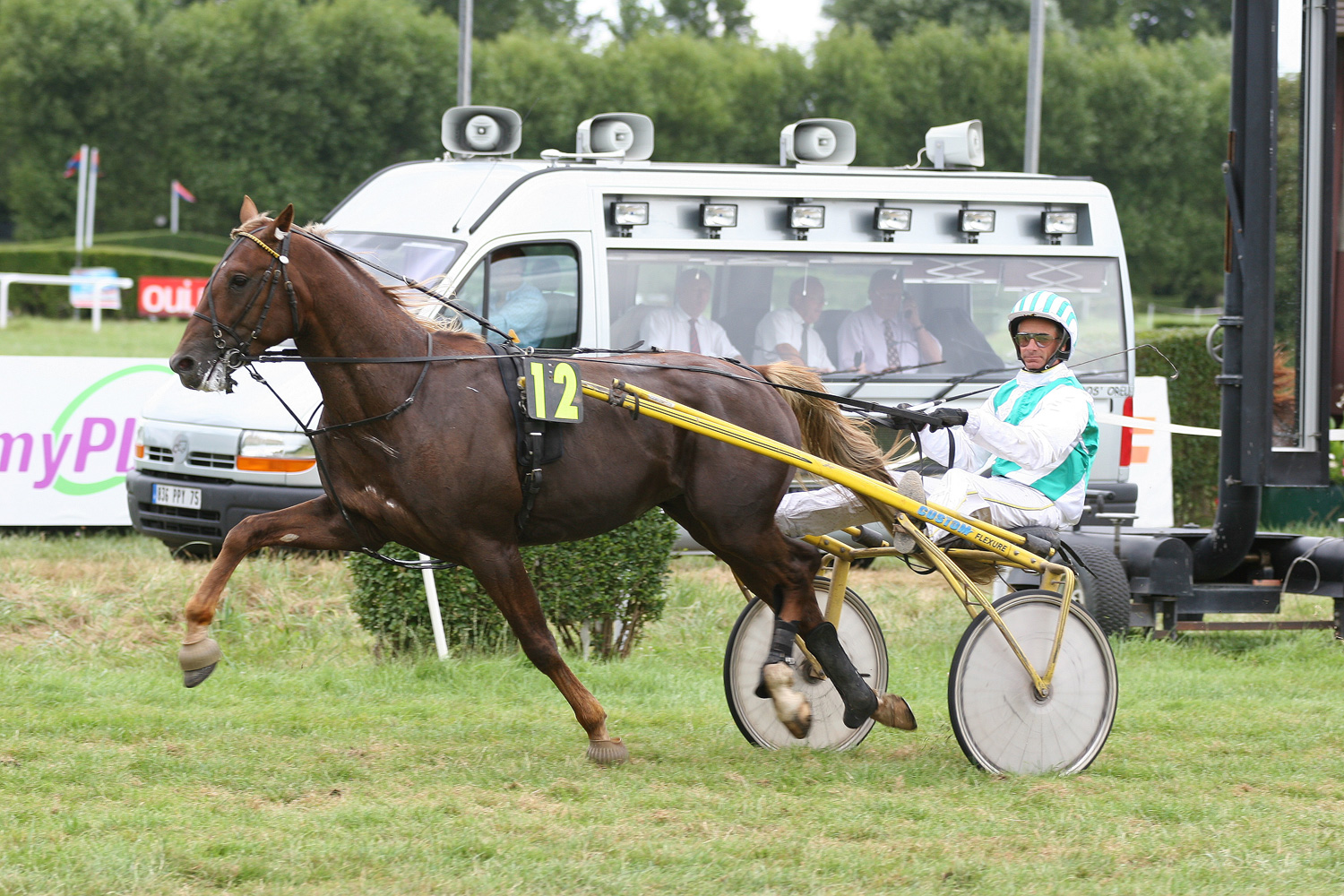
Pierre Levesque

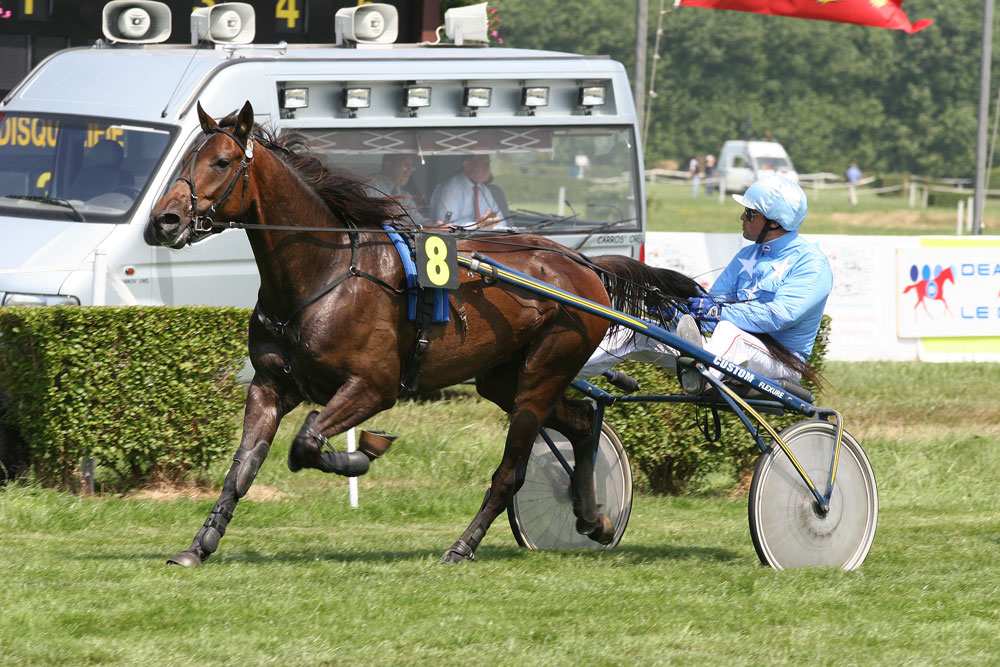
Pierre Vercruysse

Belgique
- Dominik Locqueneux
- Philippe Masschaele
- Joseph Verbeeck

 Italie
- Gabriele Gelormini

 Canada
- Hervé Filion

 Finlande
- Jorma Kontio

 France
- Alexandre Abrivard
- Laurent-Claude Abrivard
- Matthieu Abrivard
- Roger Baudron
- Jean-Michel Bazire
- François Brohier
- Jean-Loïc-Claude Dersoir
- Yves Dreux
- Jean-Pierre Dubois
- Jean-Étienne Dubois
- Jean-Philippe Ducher
- Thierry Duvaldestin
- Christophe Gallier
- Jean-René Gougeon
- Michel-Marcel Gougeon
- Jean-Claude Hallais
- Joël Hallais
- Nathalie Henry
- Yoann Lebourgeois
- Michel Lenoir
- Pierre Levesque
- Jean Mary
- Gérard Mascle
- Franck Nivard
- Bernard Oger
- Marcel Perlbarg
- Éric Raffin
- Maurice Riaud
- Michel Roussel
- Louis Sauvé
- Alain Sionneau
- Léopold Verroken
- Jean-Pierre Viel
- Paul Viel

 Russie
- Alexandre Finn

 Suède
- Björn Goop
- Helen Johansson
- Stig H. Johansson
- Örjan Kihlström
- Ulf Nordin